# شارون اسمال
شارون اسمال (انگلیسی: Sharon Small؛ زادهٔ ۱ ژانویهٔ ۱۹۶۷) یک هنرپیشه تئاتر، سینما، رادیو و تلویزیون اهل بریتانیا است.
از فیلم‌ها یا برنامه‌های تلویزیونی که وی در آن نقش داشته است می‌توان به درباره یک پسر (۲۰۰۲)، فرانکی عزیز(۲۰۰۵) مارپل آگاتا کریستی (۲۰۱۰) و دانتون ابی (۲۰۱۱) اشاره کرد.